# 13. Panzer-Division (Wehrmacht)
Die 13. Panzer-Division war ein Großverband des Heeres der deutschen Wehrmacht.

## 13. Infanterie-Division

### Aufstellung
Die Division wurde unter dem Decknamen Infanterieführer IV im Oktober 1934 in Magdeburg im Wehrkreis IV (Dresden) aufgestellt. Nach der Verkündung der Wehrhoheit im Jahre 1935 erhielt der Verband am 15. Oktober seine offizielle Bezeichnung 13. Infanterie-Division.
Die Gliederung mit den für den Verband durchgeführten Neuaufstellungen war:
- Divisionsstab (Magdeburg) (aus „Infanterieführer IV“)
- Infanterie-Regiment 12 (Halberstadt)
- Infanterie-Regiment 29 (Crossen) (aus Personalstamm IR 9 (Potsdam))
- Pionier-Bataillon 4 (Magdeburg) (übernommener Verband)
- Artillerie-Regiment 66 (Magdeburg) (aus Landespolizei-Verbänden)
- Aufklärungs-Abteilung 13
- Panzerabwehr-Abteilung 13
- Nachrichten-Abteilung 13
- Nachschubtruppen Nr. 13

## 13. Infanterie-Division (mot.)
Am 12. Oktober 1937 wurde die Division durch Umgliederung der bestehenden 13. Infanterie-Division als Infanterie-Division (mot.) gebildet. Hierdurch wechselte der Verband von der Infanterie zu den Schnellen Truppen. Die Umgliederung war im Herbst 1938 abgeschlossen.
- Divisionsstab (Magdeburg) (aus Divisionsstab 13. ID)
- Infanterie-Regiment (mot.) 33 (Dessau) (aus I./ aus Personalabgabe I./IR 12, und II./ aus Landespolizei (Bernburg) und III. Bataillon aus Ausb./IR 12 Zerbst)
- Infanterie-Regiment (mot.) 66 (Burg) (aus I./ aus Landespolizei und Personalstamm vom IR 12, II./ aus Landespolizei und Personalstamm IR 33 und III./ durch vorher aufgestellte Regimentsteile)
- Infanterie-Regiment (mot.) 93 (Stendal) (aus Personalabgaben IR 12, 33 und 66 (I. Btl.) und Abgaben IR 9, 67 und 68 (III. Btl.))
- Pionier-Bataillon (mot.) 4 (Magdeburg) (übernommener Verband)
- Artillerie-Regiment (mot.) 13 (Magdeburg) (aus Artillerie-Regiment 3)
- Aufklärungs-Abteilung (mot.) 13 (Stendal) (als Personalstamm aufgestellt)
- Panzerabwehr-Abteilung 13 (Magdeburg) (aus Kraftfahr-Abteilung Magdeburg)
- Nachrichten-Abteilung 13 (Magdeburg) (aus Nachrichten-Abteilung Magdeburg)
- Nachschubtruppen Nr. 13

### Polenfeldzug
Beim Angriffskrieg/Überfall auf Polen war die Division nur kurz im Einsatz und verlegte im Anschluss sofort in den Raum Dillenburg.
Im Mai 1940ging der Verband am Westwall in der Eifel in Stellung.

### Westfeldzug
Im Westfeldzug ging die Division über Laon, Calais, Amiens bis nach Lyon vor.

### Kriegsverbrechen in Aubigny
Dabei ermordeten Angehörige der Division am 24. Mai 1940 in Aubigny (Somme) fünfzig verwundete afrikanische Tirailleurs sénégalais.

### Besatzungstruppe in Polen
Im Sommer 1940 lag die Division dann kurz als Besatzungstruppe im Generalgouvernement.

## 13. Panzer-Division
Im Oktober 1940 wurde der Verband in die 13. Panzer-Division umgegliedert.
Die Gliederung mit den für den Verband durchgeführten Neuaufstellungen war:
- Divisionsstab (Magdeburg) (aus Ursprungsverband)
- Panzer-Regiment 4 (aus II. Abteilung / Panzer-Regiment 29 (2. Panzer-Division))
- Schützen-Brigade 13 (aus Personalabgaben der Schützen-Regimenter 66 und 93)
  - Schützen-Regiment 66 (aus Umgliederung Infanterie-Regiment (mot.) 66)
  - Schützen-Regiment 93 (aus Umgliederung Infanterie-Regiment (mot.) 93)
  - Kradschützen-Bataillon 43 (aus Personalabgaben Infanterie-Regiment (mot.) 66 und 93)
- Pionier-Bataillon (mot.) 4 (aus Ursprungsverband)
- Artillerie-Regiment (mot.) 13 (aus Ursprungsverband und Eingliederung der III. Abteilung / Artillerie-Regiment 49 (Dessau))
  - Beobachtungs-Batterie (mot.) 323
- Aufklärungs-Abteilung (mot.) 13 (aus Ursprungsverband)
- Panzerjäger-Abteilung 13 (aus Ursprungsverband)
- Nachrichten-Abteilung (mot.) 13 (aus Ursprungsverband)
- Flak-Artillerie-Abteilung (mot.) 271
- Sonstige Versorgungstruppen mit der Nr. 13

### Rumänien
Nach der Umgliederung wurde die Division als Ausbildungseinheit nach Rumänien verlegt.

### 1941–1943

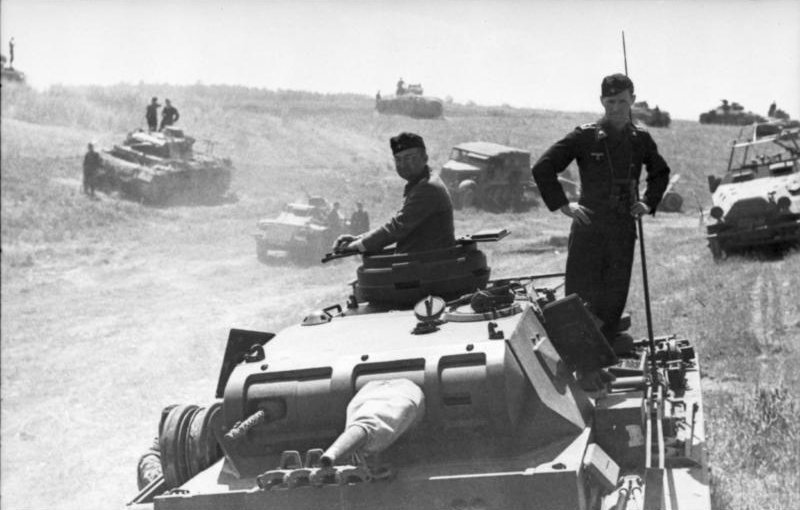
PzKpfw III der 13. Pz. Div. in Polen 1941

### Unternehmen Barbarossa
Ab Juni 1941 wurde die Division als Teil der Heeresgruppe Süd für den Krieg gegen die Sowjetunion zunächst im Raum Lublin konzentriert. Nach dem deutschen Angriff ging die 13. Panzer-Division am 22. Juni im Verband des III. Armeekorps über den westlichen Bug auf Wladimir-Wolynsk und Luzk vor. Anfang August kämpfte sie im Verband der Panzergruppe 1 bei Uman, im September im Raum Kiew und im November bei Rostow.
Zwischen Januar und Juli 1942 operierte die Division weiterhin in der Ukraine, vor allem am Mius. Im August 1942 wurde die Division der Heeresgruppe A zugeteilt. Mit dieser stieß sie von August bis Dezember 1942 im Unternehmen Edelweiß über Armawir und Mosdok in den Kaukasus vor.
Im Sommer 1942 erhielt die Division durch Umgliederung eine Panzer-Beobachtungs-Batterie.

### Kuban-Brückenkopf
Von Februar bis Mai 1943 verteidigte die Division den Kubanbrückenkopf, bis sie nach Saporoschje am Dnepr verlegt wurde.

### 1944–1945
Von Oktober 1943 bis Januar 1944 lag die Division bei Kriwoi Rog, um sich dann mit der Heeresgruppe über Tscherkassy und den Bug zurückzuziehen. Sie wurde der Heeresgruppe Südukraine unterstellt und zog sich über Dnjestr und Kischinew zurück. Im August 1944 wurde die Division beim Zusammenbruch der Heeresgruppe aufgerieben.

### Neuaufstellung
Ab Ende September 1944 wurde sie im Reich neu aufgestellt und im Oktober 1944 nach Ungarn verlegt, wo sie im Februar 1945 während der Schlacht um Budapest erneut vernichtet wurde.

### Verbleib restlicher Truppenteile
Reste der Division wurden zur Aufstellung der Panzer-Division Feldherrnhalle 2 im Februar 1945 herangezogen.

## Kommandeure

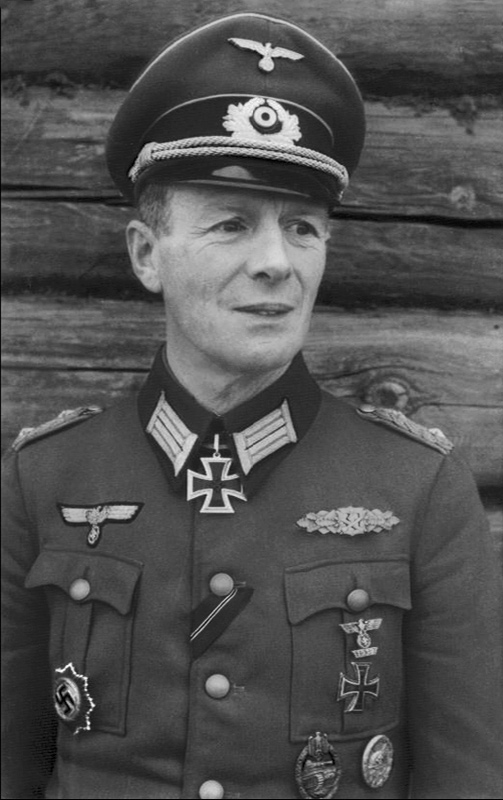
Gerhard Schmidhuber, der letzte Divisionskommandeur (Bild vom 14. Januar 1944 als Oberst)

### 13. Infanterie-Division
- Generalleutnant Paul Otto – Aufstellung bis 1939
- Generalleutnant Moritz von Faber du Faur – 1. bis 6. September 1939
- Generalleutnant Paul Otto – 6. September bis 31. Oktober 1939
- Generalmajor Friedrich-Wilhelm von Rothkirch und Panthen – 1. November 1939 bis zur Umbenennung

### 13. Panzer-Division
- Generalmajor Friedrich-Wilhelm von Rothkirch und Panthen – Umbenennung bis 25. Juni 1941
- Generalmajor Walther Düvert – 25. Juni bis 1. Dezember 1941
- Generalmajor Traugott Herr – 1. Dezember 1941 bis 1. November 1942
- Generalmajor Hellmut von der Chevallerie – 1. November bis 1. Dezember 1942
- Oberst Wilhelm Crisolli – 1. Dezember 1942 bis 15. Mai 1943 (mit der Führung beauftragt)
- Generalleutnant Hellmut von der Chevallerie – 15. Mai bis 1. September 1943
- Generalmajor Eduard Hauser – 1. September bis 26. Dezember 1943
- Generalmajor Hans Mikosch – 26. Dezember 1943 bis 18. Mai 1944
- Oberst Friedrich von Hake – 18. bis 25. Mai 1944 (m. d. F. b.)
- Generalleutnant Hans Tröger – 25. Mai bis 9. September 1944
- Generalmajor Gerhard Schmidhuber – 9. September 1944 bis 11. Februar 1945

## Vergleichende Gliederung
| 13. Infanterie-Division 1936                                               | 13. Infanterie-Division (motorisiert) 1940                      | 13. Panzer-Division 1941                                            | 13. Panzer-Division 1944                                      |
| -------------------------------------------------------------------------- | --------------------------------------------------------------- | ------------------------------------------------------------------- | ------------------------------------------------------------- |
|                                                                            |                                                                 | - Panzer-Regiment 4                                                 |                                                               |
| - Infanterie-Regiment 33 - Infanterie-Regiment 66 - Infanterie-Regiment 93 | - Infanterie-Regiment 66 (mot.) - Infanterie-Regiment 93 (mot.) | - Schützen-Brigade 13 - Schützen-Regiment 66 - Schützen-Regiment 93 | - Panzer-Grenadier-Regiment 66 - Panzer-Grenadier-Regiment 93 |
|                                                                            | - Krad-Schützen-Bataillon 43                                    |                                                                     |                                                               |
| - Artillerie-Regiment 13 - I./Artillerie-Regiment 49                       | - Artillerie-Regiment 13                                        | - Artillerie-Regiment 13                                            | - Panzer-Artillerie-Regiment 13                               |
|                                                                            |                                                                 |                                                                     | - Heeres-Flak-Abteilung 271                                   |
| - Panzer-Abwehr-Abteilung 13                                               | - Panzerjäger-Abteilung 13                                      | - Panzerjäger-Abteilung 13                                          | - Panzerjäger-Abteilung 13                                    |
| - Pionier-Bataillon 4                                                      | - Pionier-Bataillon 4                                           | - Panzer-Pionier-Bataillon 4                                        | - Panzer-Pionier-Bataillon 4                                  |
| - Aufklärungs-Abteilung 13                                                 | - Aufklärungs-Abteilung 13 (mot.)                               | - Panzer-Aufklärungs-Abteilung 13                                   | - Panzer-Aufklärungs-Abteilung 13                             |
| - Nachrichten-Abteilung 13                                                 | - Nachrichten-Abteilung 13                                      | - Nachrichten-Abteilung 13                                          | - Panzer-Nachrichten-Abteilung 13                             |
| - Infanterie-Divisions-Nachschubführer 13                                  | - Divisions-Nachschubtruppen 13                                 | - Versorgungstruppen 13                                             | - Panzer-Divisions-Nachschubtruppen 13                        |

## Traditionsübernahme
Das Regiment hatte die Tradition des preußischen Infanterieregiments Nr. 26 „Fürst Leopold von Anhalt-Dessau“ zu Magdeburg übernommen, das von 1813 bis 1918 bestand. Die Tradition der 13. Panzerdivision ihrerseits wurde vom Panzerbataillon 23 in Braunschweig übernommen, in deren Kaserne (Roselieskaserne) auch ein Gedenkstein für die Gefallenen der 13. PD errichtet wurde.

## Verweise